# Audit
Ein Audit untersucht, ob ein Managementsystem die an es (z. B. durch Normen) gesetzten Anforderungen erfüllt und ob es wirksam ist. Audits werden von hierfür geschulten Auditoren durchgeführt. Vorgaben zum Auditieren macht die „DIN EN ISO 19011, Leitfaden zur Auditierung von Managementsystemen“.
In diesem Sinne wurde der Begriff ursprünglich im Personalwesen angewandt. Heute werden in fast allen Bereichen von Unternehmen oder Organisationen von Zeit zu Zeit Audits durchgeführt (siehe Interne Revision): Finanzwesen, Informationsmanagement, Datenschutz, Produktionsabläufe, Kundenmanagement, Qualitätsmanagement, Umwelt, Management bzw. Führung eines Unternehmens/Organisation (siehe Management Audit), Arbeitszufriedenheit, Vereinbarkeit von Familie und Beruf etc.
Je nach Bereich wird bei einem Audit der Ist-Zustand analysiert oder aber ein Vergleich der ursprünglichen Zielsetzung mit den tatsächlich erreichten Zielen ermittelt. Oft soll ein Audit auch dazu dienen, allgemeine Probleme oder einen Verbesserungsbedarf aufzuspüren, damit sie beseitigt werden können. Nachdem mögliche Abstellmaßnahmen/Verbesserungen eingeleitet wurden, müssen diese nachgewiesen werden. Dieses geschieht anhand von Dokumenten, Bildern etc.
Im Englischen bedeutet audit „Bücherprüfung, Rechnungsprüfung“, dies geht wiederum zurück auf lateinisch auditus zu audire = hören; die öffentl. Bücherprüfung wurde ursprünglich mündlich vorgetragen.

## Managementsysteme
Beim Einrichten, Zertifizieren und Aufrechterhalten von Managementsystemen spielen Audits eine wichtige Rolle.
Die Audittypen werden nach verschiedenen Kriterien unterschieden.
Unterscheidung nach dem Auditgegenstand:
- Finanzaudit (finanzielle Zahlenwerke nach buchhalterischen Prinzipien (Richtigkeit, Genauigkeit, Ordnungsmäßigkeit) prüfen)
- Complianceaudit (Überprüfung der Übereinstimmung mit einem Regelwerk, Fragenkatalog)
- Performanceaudit (auch Rechtsmäßigkeitsprüfung genannt; objektive und systematische Überprüfung der Zielerreichung/Effektivität und ob hierfür die eingesetzten Ressourcen ökonomisch und effizient verwendet wurden)
- Systemaudit (betrachtet das Managementsystem)
- Prozessaudit (betrachtet einzelne Prozesse)
- Verfahrensaudit (Synonym zu Prozessaudit oder zur Betrachtung von Verfahren)
- Produktaudit (betrachtet das Produkt anhand der Kundenerwartungen)
- Projektaudit (betrachtet den Fortschritt eines Projektes)
- Media-Audit (Überprüfung der Übereinstimmung der Media-Aktivitäten)
- Umweltaudit gem. Umweltauditgesetz

Unterscheidung nach dem Status des Auditors:
- Internes Audit (1st Party; der Auditor ist Mitarbeiter der Organisation, in der das Audit durchgeführt wird)
- Lieferantenaudit (2nd Party; üblicherweise von dem Managementbeauftragten eines Kunden bei seinem Lieferanten)
- Zertifizierungsaudit (3rd Party; von einem unabhängigen Auditor einer Zertifizierungsstelle, wie beispielsweise durch DEKRA, die DQS oder den TÜV Cert, SGS Institut Fresenius, Bureau Veritas oder das ULD (in Datenschutzangelegenheiten))

Audits im Zusammenhang mit der Zertifizierung von Managementsystemen:
- Voraudit zur Feststellung der Zertifizierungsfähigkeit, auch friendly Audit genannt
- Zertifizierungsaudit mit Prüfung der Dokumente und der Erfüllung des zu zertifizierenden Regelwerks anhand eines Fragenkatalogs
- Überwachungsaudit (wird üblicherweise jährlich durchgeführt) zur Überwachung der weiteren Entwicklung des Managementsystems
- Wiederholungsaudit oder Rezertifizierung wird bei den meisten Managementsystemen alle drei Jahre durchgeführt

## Informationstechnik
In der Informationstechnik wird die Bezeichnung Audit für verschiedene interne Überprüfungen verwendet:
- eine regelmäßige oder zufällige Prüfung von Softwareprojekten auf die Einhaltung intern festgelegter Regelwerke (Verwendung spezieller Vorlagen, Konformität zum Gesamtprojekt, Eignung zur Umsetzung der Anforderungen an das Modul etc.)
- das systematische Untersuchen von Quellcode, z. B. auf unsaubere Implementierungen, Qualität (Güte) der Quelltextformatierung oder Vollständigkeit der Dokumentation (Code-Audit)
- die systematische Suche nach potentiellen Sicherheitslücken in Programmen oder Schwachstellen- und Risikoanalyse einer IT-Infrastruktur (Security-Audit oder Sicherheitsaudit)
- die Protokollierung von sicherheitskritischen Operationen in Software-Anwendungen
- Überprüfung, ob ein Unternehmen für die verwendete Software eine ausreichende Anzahl an Lizenzen besitzt (Lizenzaudit)

## Hochschulwesen
Im österreichischen Hochschulwesen ist vorgesehen, dass staatliche Universitäten und Fachhochschulen ihr internes Qualitätsmanagementverfahren einem Audit zu unterziehen haben, siehe: Agentur für Qualitätssicherung und Akkreditierung Austria#Audit.